# Chrobrów
Chrobrów (niem. Petersdorf) – wieś w Polsce położona w województwie lubuskim, w powiecie żagańskim, w gminie Żagań przy drodze krajowej nr 12.
W latach 1975–1998 miejscowość położona była w województwie zielonogórskim.

## Zabytki
Do wojewódzkiego rejestru zabytków wpisane są:
- kościół filialny pod wezwaniem św. Augustyna, z połowy XIII wieku, XIV wieku, XVIII wieku/XIX wieku[5]
- spichlerz z przyległymi budynkami gospodarczymi, z połowy XIX wieku.